# Fabrikssyster
Fabrikssyster var en yrkeskategori inom kvinnodominerade industrier i Sverige omkring år 1900. Fabrikssystrarna hjälpte de anställda kvinnorna med pensionskassor och sjukkassor samt organiserade barnomsorg ("barnkrubba" och barnkoloni), fritidssysselsättningar, kvällskurser (till exempel sömnad och främmande språk), sångkörer, gemensamma resor, vilohem och arbetade med trivsel på arbetsplatsen.
I sin position, som kunde liknas vid en mellanchef, fick fabrikssystrarna inflytande över vilka som skulle anställas, avskedas och omplaceras inom företaget. De skaffade sig mycket information om enskilda anställdas förhållanden, vilket skulle kunna missbrukas.
Fackföreningarna misstänkte att fabrikssystrarnas sociala arbete var villkorat med att arbetarna inte organiserade sig fackligt.
Wettergrens kappfabrik i Göteborg var det första företaget i Sverige som anställde en fabrikssyster. Dock var Tobaksmonopolet den verksamhet som främst förknippades med fabrikssystrar, vid dess sju fabriker i Sverige.
Idén om fabrikssystrar kom ursprungligen från USA och spreds till Sverige genom Kerstin Hesselgren efter att hon fått en chefstjänst vid Yrkesinspektionen.